# Daniele Rodrigues
Daniele Rodrigues, (Curitiba, 19 de junho de 1971) é uma atriz, apresentadora e escritora brasileira, conhecida especialmente por interpretar a personagem Narizinho do Sítio do Picapau Amarelo de 1981 a 1983.

## Biografia
Após inúmeros testes de câmera, com 400 candidatas selecionadas e entrevistas, ela foi a escolhida (ao lado de Marcelo José, que foi ecolhido para ser o Pedrinho) entre as milhares de meninas, 5.000 candidatas, que enviaram cartas ao concurso lançado pela Rede Globo em 1980 para viver a netinha da Dona Benta (Zilka Salaberry).
Daniele participou de 23 histórias ou episódios do seriado, dentre os quais os inesquecíveis: "A Chave do Tamanho", "O Espelho da Cuca", "Rapunzel", "As Caçadas de Pedrinho", "O Circo de Escavalinho", "A Sobrinha da Cuca", "Ali Babá, Emília e os 40 ladrões", "A Bela e a Fera", "A Canastra da Emília", "Pinóquio", "A Grande Vingança da Cuca", "Os Besouros da Emília", "Aí Vem Tom MIx" e "Reinações de Narizinho".
Em 1983 ela deixou o Sítio do Picapau Amarelo devido à transferência de seu padrasto do Rio de Janeiro para Mogi Mirim, no interior de São Paulo, mas seguiu carreira em trabalhos menos longos: do Sítio foi para as telas do cinema, no filme O Cangaceiro Trapalhão.
Logo após o filme Daniele foi chamada para o segundo grande papel de sua carreira: a escritora Zélia Gattai quando criança, a protagonista da minissérie Anarquistas Graças a Deus (que chegou a ser idealizada como novela). A minissérie foi ao ar em maio de 1984 e fez tanto sucesso que foi reprisada no final do ano seguinte e acaba de ser lançada em DVD. Ao terminar a minissérie, Zelia telefonou para Daniele, parabenizando-a e disse-lhe "Daniele, eu nunca me senti tanto em uma outra pessoa como em você na minissérie". Após outros trabalhos na televisão, Daniele trabalhou por um tempo como apresentadora de um programa de entrevistas em uma emissora de Campinas.

## Filmografia

### Televisão
| Ano         | Título                    | Papel                       |
| ----------- | ------------------------- | --------------------------- |
| 1995        | Irmãos Coragem            | Deolinda                    |
| 1993        | Renascer                  | Juliete                     |
| 1984        | Anarquistas Graças a Deus | Zélia Gattai quando criança |
| 1981 - 1982 | Sítio do Picapau Amarelo  | Narizinho                   |

### Cinema
| Ano  | Título                 | Papel    |
| ---- | ---------------------- | -------- |
| 1983 | O Cangaceiro Trapalhão | Expedita |